# Manuel Ascencio Segura
Pour les articles homonymes, voir Ascencio, Segura (homonymie) et Cordero.
Manuel Ascencio Segura ou Manuel Ascencio Segura y Cordero (né à Lima au Pérou, le 23 juin 1805 - mort dans la même ville le 18 octobre 1871) est un écrivain et dramaturge péruvien, représentant important du costumbrismo dans les débuts de la littérature républicaine péruvienne.
Ses œuvres principales sont Ña Catita (es) et Las tres viudas (es).
En son honneur, le théâtre principal de Lima fut rebaptisé « Teatro Segura » en 1929.